# Mieczysław Włodarek
Mieczysław Włodarek (ur. 3 grudnia 1921, zm. 19 czerwca 2009) – polski dyplomata.
Poseł PRL w Argentynie (1956–1958), poseł (do 1960) i ambasador PRL w Meksyku, akredytowany także na Haiti, w Hondurasie, Kostaryce, Nikaragui (1958–1961), ambasador w Kambodży, akredytowany także w Birmie (1964–1968), w Argentynie, akredytowany także w  Boliwii i Urugwaju (1971–1976) oraz ambasador w Wenezueli, akredytowany także w Gujanie (1982–1987).
W 1979 został odznaczony Krzyżem Oficerskim Orderu Odrodzenia Polski.
Żonaty z Antoniną Włodarek. Pochowany na Cmentarzu Komunalnym Południowym w Warszawie.